# Club Deportivo FAS
Il Club Deportivo FAS è una società calcistica salvadoregna di Santa Ana, fondata il 16 febbraio 1947.

## Storia
Nel 1899 a Santa Ana ci fu la prima partita di calcio della storia di El Salvador. La prima squadra di calcio della città fu l'Azul y Blanco, fondato nel 1923: tutti i vari club che erano nati a Santa Ana, ovvero Atlas, CD Occidental, Olimpic, Excelsior, Los 44, Iberia, Unión, Cosmos, Ral, Colon, Santa Lucía e Colombia si fusero il 16 febbraio del 1947 per formare la Futbolistas Asociados Santanecos (FAS).

## Rosa attuale
| N. |                        | Ruolo | Calciatore         |
| -- | ---------------------- | ----- | ------------------ |
| 1  | El Salvador (bandiera) | P     | Dagoberto Portillo |
| 2  | El Salvador (bandiera) | D     | Donni Valle        |
| 3  | El Salvador (bandiera) | D     | Marvin González    |
| 4  | El Salvador (bandiera) | D     | Ramón Flores       |
| 6  | El Salvador (bandiera) | D     | Elias Artiga       |
| 7  | El Salvador (bandiera) | C     | William Maldonado  |
| 8  | El Salvador (bandiera) | C     | Cristian Álvarez   |
| 9  | Argentina (bandiera)   | A     | Alejandro Bentos   |
| 11 | El Salvador (bandiera) | A     | Williams Reyes     |
| 12 | El Salvador (bandiera) | C     | José Solis         |
| 13 | El Salvador (bandiera) | C     | Juan Moscoso       |

| N. |                        | Ruolo | Calciatore       |
| -- | ---------------------- | ----- | ---------------- |
| 14 | El Salvador (bandiera) | C     | Benjamín Durán   |
| 16 | Honduras (bandiera)    | A     | Franklin Webster |
| 17 | El Salvador (bandiera) | A     | César Larios     |
| 19 | El Salvador (bandiera) | A     | Gustavo López    |
| 21 | El Salvador (bandiera) | C     | Hector Avalos    |
| 22 | El Salvador (bandiera) | P     | Luis Contreras   |
| 23 | El Salvador (bandiera) | A     | Carlos Aparicio  |
| 24 | Colombia (bandiera)    | D     | Roberto Peña     |
| 25 | El Salvador (bandiera) | P     | Elmer Hernández  |
| 26 | El Salvador (bandiera) | D     | José Henríquez   |

## Statistiche

### Migliori marcatori di tutti i tempi
| Pos. | Nome                         | Periodo             | Gol |
| ---- | ---------------------------- | ------------------- | --- |
| 1    | David Arnoldo Cabrera        | 1966-1986           | 240 |
| 2    | Williams Reyes               | 2000- 2003, 2009-   | 86  |
| 3    | Alejandro de la Cruz Bentos  | 2001-2008, 2009-    | 78  |
| 4    | Jorge "Mágico" González      | 1977-1982/1991-1999 | 73  |
| 5    | Roberto Casadei              | 1975-1980           | 71  |
| 6    | Eduardo “Monito” Pineda      | 1947-1961           | 67  |
| 7    | Ricardo "Chilenito" Valencia | 1949-1959           | 62  |
| 8    | Guillermo Rivera             | 1988 -1998          | 58  |
| 9    | Odir Jaques                  | 1967-1970           | 49  |
| 10   | Elmer Acevedo                | 1966-1970           | 47  |

## Palmarès

### Competizioni nazionali
- Campionato salvadoregno: 19

1951-52, 1953-54, 1957-58, 1961-62, 1962, 1977-78, 1978-79, 1981, 1984, 1994-95, 1995-96, Clausura 2002, Apertura 2002, Apertura 2003, Clausura 2004, Clausura 2005, Apertura 2009, Clausura 2021, Apertura 2022

#### Competizioni internazionali
- CONCACAF Champions' Cup: 1

1979

### Altri piazzamenti
- Coppa Interamericana:

Finalista: 1979
- Copa Interclubes UNCAF:

Quarto posto: 2004